# Antonio Manno
Antonio Manno (* 1739 in Palermo; † 13. Januar 1810 ebenda) war ein italienischer Maler des Klassizismus auf Sizilien.

## Leben
Antonio Manno war zunächst Schüler eines weniger bekannten Malers namens Gambino. Um sich künstlerisch weiterzubilden, ging Manno nach Rom, wo er erst Jahre später, am 7. September 1788 in die Accademia di San Luca aufgenommen wurde. Wieder zurück in Palermo ging er zu Vito d’Anna, mit dem er 1763 und 1765 den großen Freskenzyklus in der SS. Salvatore von Palermo malt.
Nach dem Tod von Vito d’Anna im Jahr 1769 gründete Antonio Manno mit seinen Brüdern Francesco, Vincenzo (1760–1821) und Giuseppe eine gut florierende Malerwerkstatt in Palermo. Eines seiner Hauptwerke, die Fresken im Palazzo Belmonte Riso (1781–1787) wurde durch alliierte Bombenangriffe während des Zweiten Weltkriegs zerstört.

## Werke
- Accademia di San Luca (Rom): Selbstbildnis (1789)
- Palazzo Fatta (Palermo) Deckenfresko “Die Tugend der Familie” (1771)
- Chiesa S. Maria la Nova (Palermo): Tafelbild “Madonna di Monserraro mit S. Ninfa, S. Biagio, S. Antonio Abate und S. Sebastiano”
- Museo Diocesano di Palermo: Tafelbild “Kreuzabnahme” (aus dem Oratorio di Bianchi (Palermo))
- Kathedrale von Palermo Cappella Pietro Geremia: Tafelbild “Weihe des Beato Geremis” (1785)
- Chiesa S. Orsola (Palermo): Tafelbild “Christus in der Vorhölle” (1778)
- Chiesa S. Giuseppe dei Teatini (Palermo): Fresko “Apostel”
- Monasterio di Santa Rosalia (Santo Stefano Quisquina): Fresken in der Klosterkirche, gemeinsam mit Vincenzo
- Chiesa Madre(Santo Stefano Quisquina): Fresken in der Hauptapsis
- Kathedrale St. Paul (Mdina) auf Malta: Deckenfresken (1794), gemeinsam mit Vincenzo
- Duomo di San Giorgio Ragusa: Altarbild
- Chiesa Madre (Carini): “Marienhochzeit”
- Chiesa S. Caterina (Carini): Tafelbild “Wunder der S. Caterina”
- Chiesa di Santa Maria dell'Arco (Noto) Tafelbild “Darbringung im Tempel”
- Kathedrale S. Lorenzo (Trapani): Fresken  (1800, wohl allein von Vincenzo)